# Национальный союз (США)
Партия Национального союза — имя, используемое Республиканской партией для списка кандидатов на пост президента и вице-президента на президентских выборах 1864 года, проведённых во время гражданской войны.
Временное имя использовалось, чтобы привлечь «военных демократов» (War Democrats), которые не будут голосовать за Республиканскую партию. Партия выдвинула занимающего должность президента Авраама Линкольна и бывшего демократа Эндрю Джонсона, которые были избраны подавляющим большинством голосов.
После проведения президентских выборов 1868 года и по завершении срока Эндрю Джонсона на посту президента, партия Национального союза прекратила своё существование. Платформа, принятая на Республиканском национальном съезде 1868 года, решительно отвергла Джонсона, в то время как платформа, принятая Демократическим национальным съездом, поблагодарила Джонсона. Джонсон получил десятки голосов при первом голосовании на съезде Демократической партии, но партия в конечном итоге выдвинула Горацио Сеймура.